# Vaggeryd (đô thị)
Đô thị Vaggeryd (tiếng Thụy Điển: Vaggeryd kommun) là một đô thị ở hạt Jönköping của Thụy Điển. Thủ phủ là thị xã Vaggeryd. Dân số thời điểm 31 tháng 12 năm 2000 là 12738 người.